# Azteški koledar
Aztéški koledár je bil koledar Aztekov iz predkolumbovske Mehike. Je eden od mezoamaeriških koledarjev, katerega osnovna zgradba je v osnovi podobna koledarjem antične Srednje Amerike (Mezoamerike).
Koledar sta sestavljala 365-dnevni cikel in 260-dnevni obredni cikel. Oba cikla skupaj sta tvorila 52 letno »stoletje«, ki se včasih imenuje »koledarska zaokrožitev«.

## 365-dnevni koledar
Sončev koledar s 365 dnevi, ki se imenuje megleno leto (ali meščansko leto), je sestavljalo 18 mesecev, vsak z 20. dnevi, z dobo 5 ali 6 dni, dodanih na koncu. 360-dnevno periodo so Azteki imenovali »xíhuitl«. Končni nesrečni dnevi so se v nahuatlu imenovali »nemontemi«. 
Vsak mesec je imel svoje posebno ime, dneve pa so šteli od 0 do 19, saj so poznali dvajsetiški številski sestav. Dneve v zadnjem mesecu nemontemiju so šteli od 0 do 4.

## 260-dnevni cikel
Ta Sončev koledar je bil neločljivo povezan s sveto zaokrožitvijo, oziroma svetim almanahom. Svečeniki so uporabljali ta obredni koledar z 260. dnevi z imenom tonalpohualli v glavnem za vedeževalske namene.
Postopek imenovanja posameznih dni je bil kombinacija dvajsetih slikovnih znakov in števil od ena do trinajst.
Vsak dan označuje tudi zvezo z enim od štirih glavnih smeri neba.
Znamenja 20. dnevov so
cipactli (aligator, vodna pošast) (vzhod)
éhecatl (veter, bog vetra) (sever)
calli (hiša) (zahod)
cuetzpalin (kuščar) (jug)
cóatl (kača) (vzhod)
miquiztli (smrt) (sever)
mázatl (jelen) (zahod)
tochtli (zajec) (jug)
atl (voda) (vzhod)
itzcuintli (pes) (sever)
ozomatli (opica) (zahod)
malinalli (mrtva trava) (jug)
ácatl (trst) (vzhod)
océlotl (ozelot, jaguar) (sever)
quauhtli (orel) (zahod)
cozcaquauhtli (kanja, mrhovinar) (jug)
ollin (gibanje, potres) (vzhod)
técpatl (kresilni kamen, nož) (sever)
quiáhuitl (dež) (zahod)
xóchitl (cvetlica) (jug)
Te dneve so kombinirali skupaj s števili. Na primer: 1 cipactli, 2 eecatl, 3 calli in tako naprej do 13 acatle, kateremu so sledili 1 ocelotl, 2 quauhtli, itd. Ker števili 13 in 20 nimata skupnega faktorja, je lahko perioda 13 × 20 dni, oziroma 260 minila še preden se je pojavil dan 1 cipactli. Ta perioda 260 dni je sestavljala vedeževalski oziroma obredni koledar, znan kot tonalamatl. Tonalamatl je bil naprej razdeljen na več načinov: v nekaterih rokopisih je vsaka od dvajsetih 13-dnevnih period, oziroma tednov prikazana posebej skupaj z likom boga, ki je bil še posebej vezan na prvi dan in katerega vpliv se je razširil skozi ves »teden«. V nekaterih rokopisih je tonalamatl urejen na drugačen način, v pet dolgih vodoravnih vrstic s  po 52 dnevi. Vsaka vrstica in vsak navpičen stolpec petih dni ima vodilni znak božanstva, katerega vpliv je bilo potrebno spoštovati.

## Vpliv majevskega koledarja
Niso še z gotovostjo ugotovili, ali je azteški koledar starejši od majevskega koledarja, in kateri koledar je na katerega vplival. Veliko pokazateljev pa pravi, da je bilo ravno nasprotno, in da so Azteki v bistvu le nekako prevzeli in si prilagodili majevski koledar, ki je še bolj zapleten.